# 寨乐镇
寨乐镇，是中华人民共和国贵州省毕节市纳雍县下辖的一个乡镇级行政单位。
2015年9月29日，贵州省人民政府批复同意撤销寨乐乡建制，设置寨乐镇。撤乡设镇后，行政区域和政府驻地不变。

## 行政区划
寨乐镇下辖以下地区：
戈落村、大寨村、革新村、葛花村、胡家坝村、鹿山村、木花村、偏洞村、平桥村、双山村、五星村、香樟村、新发村、新桥村、新寨村、兴隆村、英底村、雍厚村和寨乐村。